# Cinnabon
Cinnabon est une entreprise américaine de boulangerie, spécialiste de la brioche à la cannelle. Fondée en 1985 à Seattle, dans l'État de Washington, elle a désormais son siège à Atlanta, en Géorgie.
La chaîne de restaurants est mise en avant dans plusieurs épisodes de la série Better Call Saul.